# Forn rus

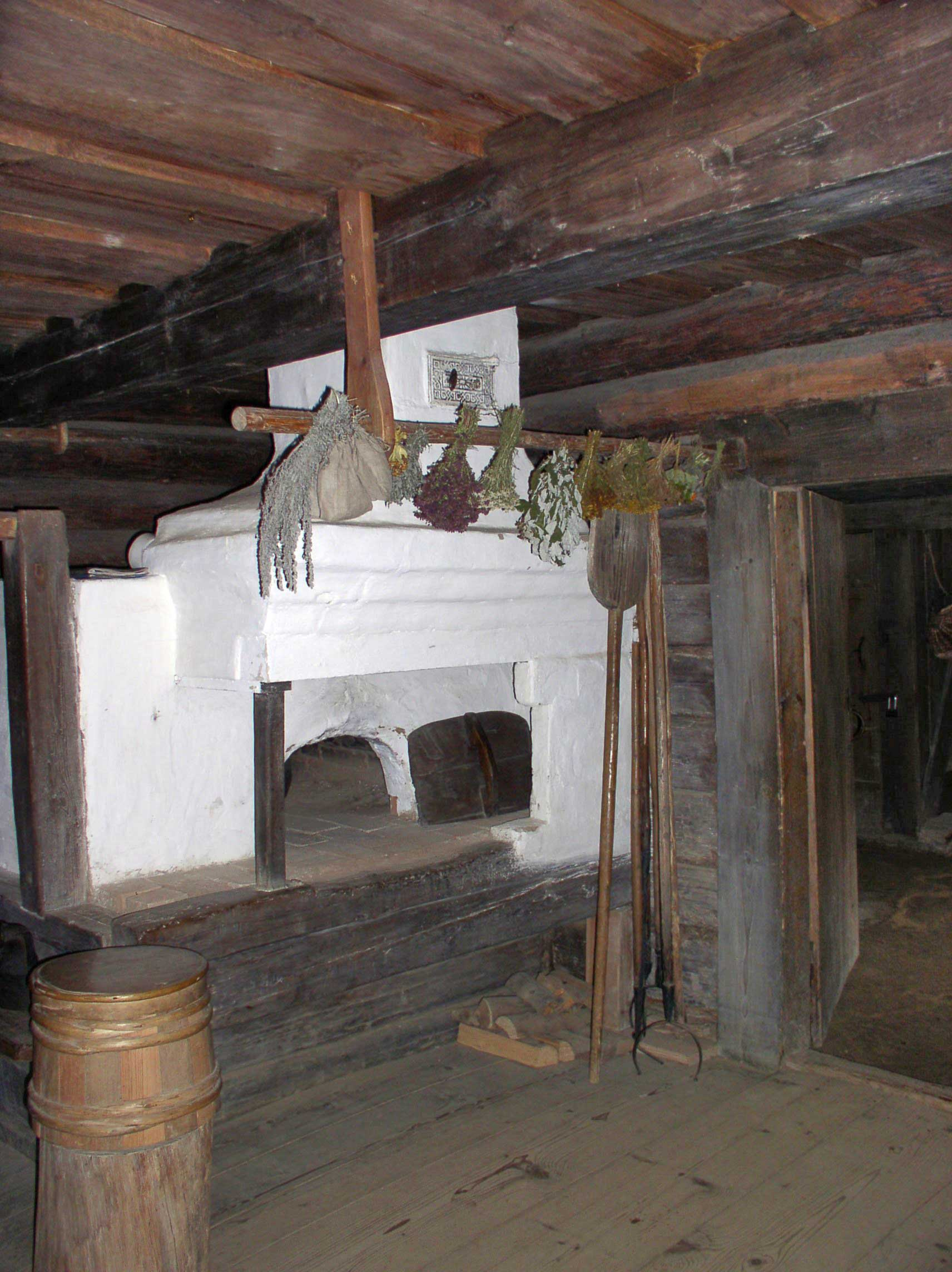
Forn rus típic en una barraca camperola (izba)

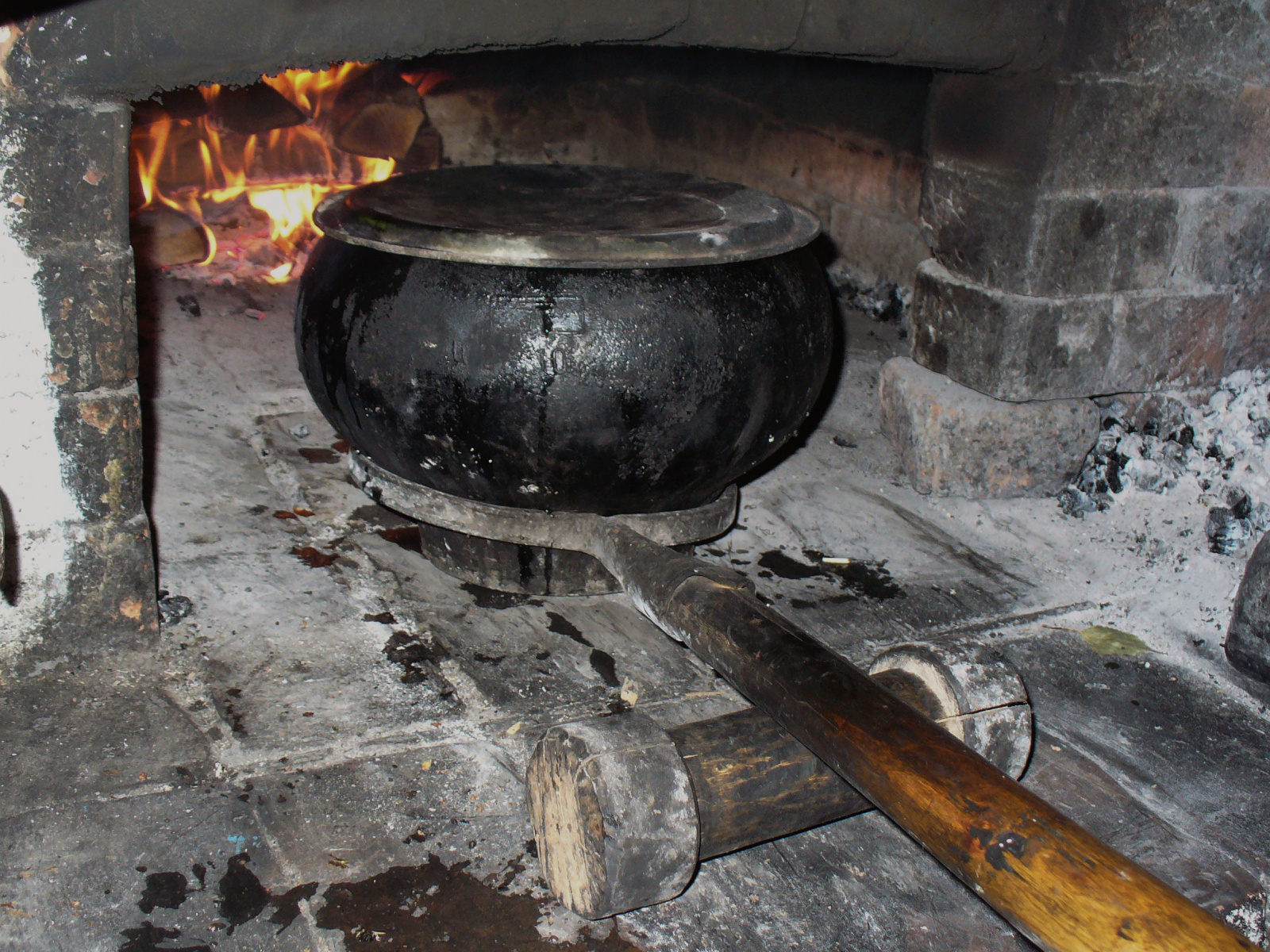
Col·locació d'una olla al forn rus rus amb eina apropiada

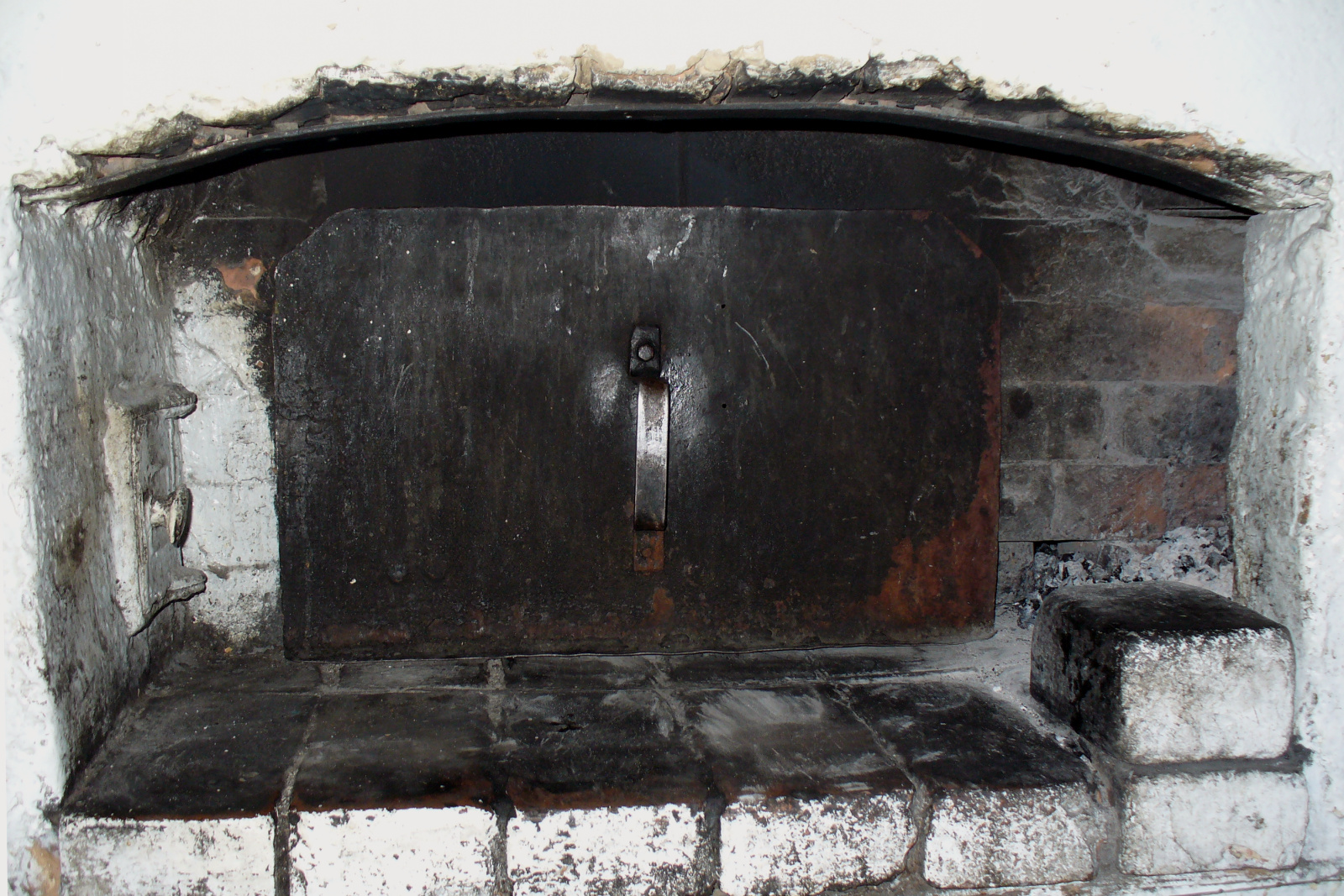
Forn rus amb la seva corresponent tapa metàl·lica

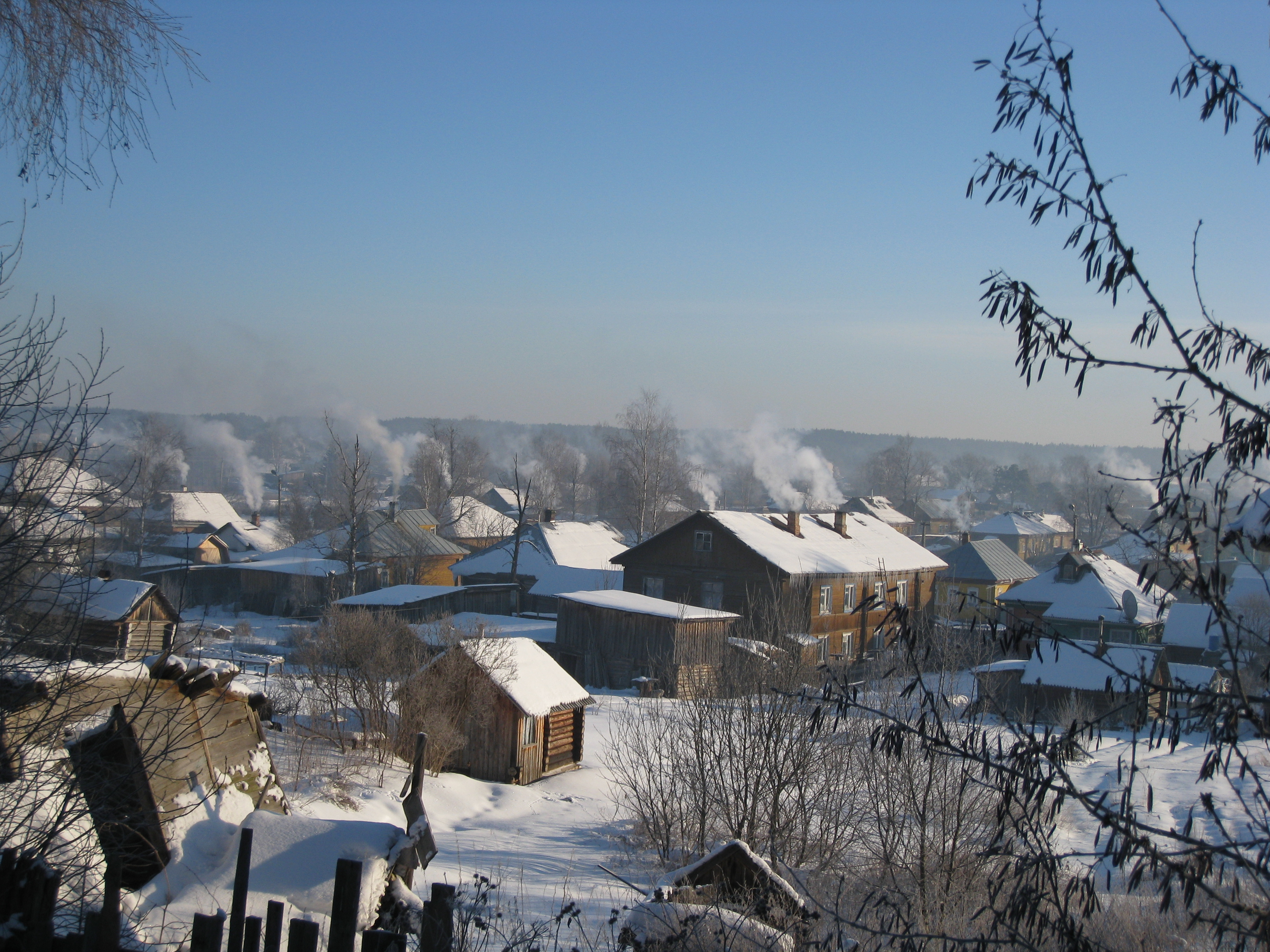
Paisatge de Soligalich a l'hivern, vegeu la llar de foc dels forns russos

Un forn rus (rus: Русская печь), o estufa russa, és un tipus especial de forn que va aparèixer per primera vegada al segle xv. S'utilitza tant per a cuinar, com per a calefacció domèstica. El forn rus crema llenya o residus de fusta.
Diversos tipus de llenya poden ser-hi utilitzats, per exemple bedoll o pi; és recomanable utilitzar fusta dura. L'àlber és el menys eficient per a escalfar un forn rus, pel fet que la quantitat necessària és el doble que la de les altres fustes (per ser aquesta una fusta tova).

## Construcció
Una forn rus està dissenyat per mantenir l'escalfor durant llargs períodes (6 o 7 hores). Això s'aconsegueix mitjançant la canalització del fum i l'aire calent produït per la combustió a través d'un complex laberint de passatges, escalfant els maons utilitzats per a la construcció de les parets del forn.
Una llar de foc de maó (rus: борова) a l'àtic, de vegades amb una cambra per al fumat, és aconsellable per a disminuir el refredament del forn.
La construcció d'un forn/estufa/cuina eficient no és gens complicada i, fins i tot, pot ser econòmica si en lloc de maó refractari s'utilitzen maons de camp o premsats; l'aspecte estètic no és el més apropiat per a una sala moderna; són ideals per a cases de camp, ja que es poden escalfar els diferents ambients (fins a 110 m2) i els aliments. Amb enginy i bon gust, es pot decorar el seu entorn i disfressar el producte per aconseguir un excel·lent acabat i una integració del forn amb l'entorn.

## Usos
A més a més del seu ús per a la calefacció domèstica, a l'hivern la gent pot dormir a la part superior de l'estufa per abrigar-se. El forn, a més, s'utilitza per a cuinar, per exemple, per a coure coca o pastís. El gust de les farinetes o les pastes preparades amb un forn d'aquest tipus pot variar respecte al del mateix menjar preparat en una cuina moderna.
El procés de cocció en el forn rus pot ser anomenat llanguiment (tenir plats durant un llarg període a una temperatura constant). Entre els aliments que es creu que adquireixen un caràcter distintiu en ser preparats en un forn rus, hi ha la llet cuita, l'ordi perlat, els fongs cuinats amb nata agra, o fins i tot una simple patata. Per cuinar el pa, s'ha de ficar i treure del forn amb una paleta de fusta especial de mànec llarg. Les olles de ferro amb la sopa o la llet s'agafen amb una forca metàl·lica de dues puntes.
A més de proveir la calefacció i cuina, el forn rus pot utilitzar-se per a escalfar aigua per al rentat personal o l'aigua que s'utilitza per a rentar els estris de cuina.
Una persona adulta pot cabre fàcilment a l'interior i, durant la Gran Guerra pàtria, algunes persones van escapar dels nazis amagant-se dins dels forns. Al Rus de Kíev, el forn s'utilitzava per a curar les malalties d'hivern, per l'escalfament que se li donava al cos malalt, en posar-lo a dins.

## Disseny
El forn rus és, en general, al centre de la barraca de fusta (izba). Els constructors de forns russos es coneixen com a  pechniki. Els bons constructors sempre tenien un estatus elevat entre la població. Un forn rus mal construït pot ser molt difícil de reparar, i fornegen de manera desigual, produeixen fum dins de la casa, o retenen malament l'escalfor.
Hi ha molts dissenys per al forn rus. Per exemple, hi ha una variant amb dues llars (una de les llars s'utilitza principalment per a cuinar ràpid, l'altra principalment per a la calefacció a l'hivern).

## En la cultura russa
El forn rus era un element molt important dins de la vida russa; en conseqüència, sovint apareix en el folklore, en particular en els contes de fades russos.
L'heroi llegendari Ilya Muromets va ser capaç de caminar després de 33 anys d'incapacitat, després de ser posat dins d'un forn rus.
Emelyan, segons la llegenda, estava tan reticent a deixar el forn que, simplement, va volar i va muntar sobre Baba Iagà, segons la llegenda els nens al forn que es van perdre al forn. Sovint, en els contes de fades, l'estufa rep característiques humanes. Per exemple, en el conte de les oques cignes, una noia es troba amb un forn rus, i li demana consell. L'estufa li ofereix els pans de sègol i, posteriorment, a la tornada de la nena, l'oculta de les oques cignes.